# Marie Depage

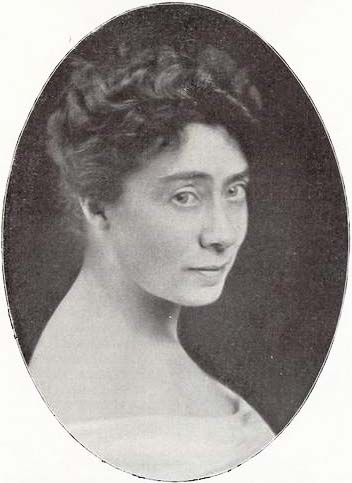
Marie Depage

Marie Depage, geborene Marie Pauline Picard (* 23. September 1872 in Ixelles, Belgien; † 7. Mai 1915 im Atlantik) war eine belgische Diplomatin, die sich im Ersten Weltkrieg für die humanitäre Versorgung von Kriegsopfern einsetzte.

## Anfänge
Marie Depage war eines von vier Kindern des Ingenieurs Désiré Émile Picard und dessen Frau Julie Marie Victorine (geb. Héger). Sie heiratete am 8. August 1893 Antoine Depage (1862–1925), den Chirurgen des belgischen Königs Albert und Vorsitzenden des Belgischen Roten Kreuzes. Zusammen hatten sie drei Söhne, Pierre, Lucien und Henri.
Marie Depage verspürte schon als junge Frau den Wunsch, kranken und pflegebedürftigen Menschen zu helfen und machte daher eine Ausbildung als Krankenschwester. Am 1. Oktober 1907 gründete Depage die erste medizinische Bildungsanstalt Belgiens, die „L’École Belgian d’Infirmières Diplômées“ in Brüssel. Als Direktorin wählte sie die englische Krankenschwester Edith Cavell aus, die Verwaltung der Finanzen übernahm sie selbst. 1912 schickte Antoine Depage medizinische Unterstützung auf den Balkan. Dr. Depage selbst reiste in die Türkei und wurde dabei von seiner engagierten Frau und ihrem ältesten Sohn begleitet. Marie übernahm die Leitung des Krankenhauses von Tach Kicha, in dem 1200 Verwundete versorgt wurden.

## Im Krieg
Als im August 1914 der Erste Weltkrieg ausbrach, wurde dem belgischen Königshaus bewusst, dass Belgien über keine geeigneten Möglichkeiten verfügte, belgische Soldaten im Notfall ausreichend medizinisch zu versorgen. Diese Aufgabe wurde Antoine Depage übertragen, der sich umgehend daran machte, das vornehme Ocean Hotel in der belgischen Gemeinde De Panne in ein Krankenhaus umzuwandeln, das sehr schnell einen guten Ruf genoss.
Antoine Depage ging mit König Albert Ende 1914 nach Le Havre, Frankreich, wohin ihm seine Frau zwei Monate später folgte. Von der belgischen Königin Elisabeth zur Sonderbotschafterin ernannt, begab sich Marie Depage im Frühjahr 1915 auf eine Vortragsreise in die Vereinigten Staaten, wo sie Städte wie Washington, D.C., San Francisco oder Pittsburgh besuchte und über ihre ehrenvollen Aufgaben in Belgien sprach – in der Hoffnung auf finanzielle Unterstützung. Nach und nach sammelte sie Spenden im Wert von über 100.000 US-Dollar. Überall, wo Marie hinging, stieß sie mit ihrer charmanten, warmen Art, ihrer Uneigennützigkeit und ihrem Sinn für Humor auf sehr viel Sympathie.

## Auf derLusitania
Während ihrer Arbeit in Amerika erfuhr Marie davon, dass ihr 17-jähriger Sohn Lucien zu seinen Brüdern an die Front geschickt werden sollte. Sie machte sich auf dem schnellsten Weg nach New York, um das nächste Schiff nach Europa zu nehmen – die Lusitania. Am 1. Mai 1915 ging Marie Depage an Bord des Luxusliners, der am 8. Mai in Liverpool eintreffen sollte. Sie belegte die Erste-Klasse-Kabine E-61. An Bord lernte sie den amerikanischen Arzt Dr. James T. Houghton kennen, den sie im Handumdrehen für ihre Arbeit begeistern konnte. Am 7. Mai wurde die Lusitania nahe Kinsale, Südirland, vom deutschen U-Boot U 20 torpediert und begann zu sinken. Marie Depage und James Houghton versuchten, verängstigte Kinder und ihre teils hysterischen Mütter zu beruhigen, doch viel Zeit blieb ihnen nicht. Sie sprangen gemeinsam von der Backbordseite des krängenden Schiffes, die sich aufgrund der schweren Schlagseite etwa 20 Meter in die Höhe reckte.
Beide wurden vom Sog des Schiffs ergriffen und beinahe ertränkt, schafften es aber, an die Oberfläche zu gelangen. Im Chaos verloren sie sich schnell aus den Augen. Das letzte, was Houghton von Depage sah war, wie sie sich in Tauen verhedderte und verschwand. Ihre Leiche wurde gefunden, von ihrem Ehemann identifiziert und in De Panne beerdigt.

## Postum

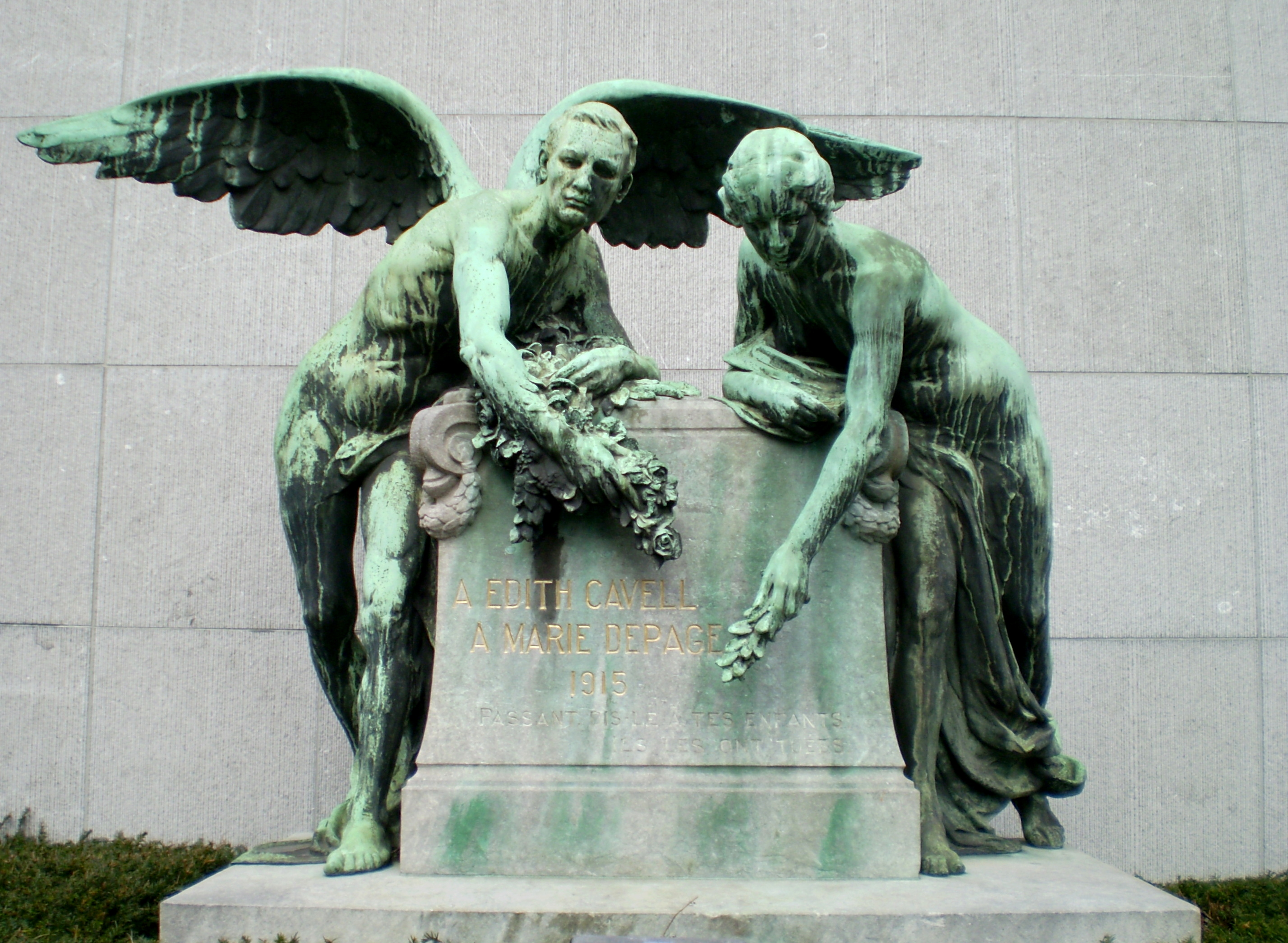
Edith Cavell und Marie Depage Monument in Ukkel.

Als die Stadt Pittsburgh, Pennsylvania vom gewaltsamen Tod der Diplomatin hörte, die erst kurz zuvor die Stadt besucht hatte, wurde Marie Depage zur Ehrenbürgerin ernannt. Die Lusitania-Überlebende Theodate Pope rühmte später Maries unerschrockenes Auftreten während des Untergangs („Der Ausdruck in ihren Augen zeigte Bestürztheit, aber auch Mut.“). Am 12. Oktober 1915 wurde Maries Freundin Edith Cavell vor ein deutsches Exekutionskommando gestellt und hingerichtet, weil sie alliierte Soldaten in die neutralen Niederlande geschmuggelt hatte. Antoine Depage arbeitete weiterhin als Präsident des Roten Kreuzes, wurde Werbegesicht für die Belgian National League Against Cancer (Belgische Vereinigung gegen Krebs) und wurde letztendlich zum Senator gewählt. Er starb 1925.
Bis heute werden Antoine und Marie Depage ebenso wie Edith Cavell in Belgien als Nationalhelden angesehen.